# Szepligetella sericea
Szepligetella sericea är en stekelart som först beskrevs av Cameron 1883.  Szepligetella sericea ingår i släktet Szepligetella och familjen hungersteklar. Inga underarter finns listade i Catalogue of Life.